# Wouldn't It Be Good
Wouldn't It Be Good is een nummer van de Britse muzikant Nik Kershaw. Het is de tweede single van zijn debuutalbum Human Racing uit 1984. Op 20 januari dat jaar werd het nummer op single uitgebracht.

## Achtergrond
"Wouldn't It Be Good" gaat over een man die het moeilijk heeft en niet gelukkig is, en daarom graag in de schoenen van iemand anders wil staan.
De plaat werd in veel landen een hit en wist in thuisland het Verenigd Koninkrijk de 4e positie te behalen in de UK Singles Chart. In de Nederlandse Top 40 bereikte de plaat een bescheiden 24e positie, terwijl in de Vlaamse Radio 2 Top 30 de 16e positie werd bereikt.

## NPO Radio 2 Top 2000
| Nummer met noteringen in de NPO Radio 2 Top 2000 | '99  | '00  | '01  | '02  |
| ------------------------------------------------ | ---- | ---- | ---- | ---- |
| Wouldn't It Be Good                              | 1552 | 1198 | 1333 | 1620 |

1. ↑  Een vetgedrukt getal geeft de hoogste notering aan.
2. ↑  Deze tabel is bijgewerkt tot en met de laatste editie (2024).